# Eutima longigonia
Eutima longigonia is een hydroïdpoliep uit de familie Eirenidae. De poliep komt uit het geslacht Eutima. Eutima longigonia werd in 1984 voor het eerst wetenschappelijk beschreven door Bouillon. 